# Liste des évêques et archevêques de Caracas
Cette liste recense les noms des évêques qui se sont succédé à la tête du diocèse de Caracas depuis sa création le 21 juin 1531 avec siège à Coro puis Caracas à partir de 1636 ; archevêques à partir du 27 novembre 1803, date de l'élévation du diocèse au rang d'archidiocèse et toujours cardinaux depuis 1960.

## Évêques de Coro
- Rodrigo de Bastidas (1532-1542)
- Miguel Jerónimo de Ballesteros (1546-1556)
- Pedro Sánchez Martín, O.P (1561-1579)
- Juan Manuel Martínez de Manzanillo, O.P (1580-1592)
- Pedro Mártin Palomino, O.P (1595-1596)
- Domingo de Salinas, O.P (1599-1600)
- Pedro de Oña, O.de M (1602-1604)
- Antonio de Alzega, O.F.M (1605-1610)
- Juan Bartolome de Bohórquez e Hinojosa, O.P (1611-1618)
- Gonzalo de Angulo, O.M (1617-1633)
- Juan López Agurto de la Mata (1634-1637)

## Évêque de Caracas
- Mauro de Tovar, O.S.B (1639-1633)
- Alonzo Briceño, O.F.M. (1653-1668)
- Antonio González de Acuña, O.P (1670-1683)
- Diego de Baños y Sotomayor (1683-1706)
- Francisco del Rincón, O.M (1711-1717)
- Juan José de Escalona y Calatayud (1717-1729)
- José Félix Valverde (1728-1741)
- Juan García Abadiano (1742-1747)
- Manuel Jiménez Bretón (1749)
- Manuel Machado y Luna (1749-1752)
- Francisco Julián de Antolino (1752-1755)
- Diego Antonio Díez Madroñero (1756-1769)
- Mariano Martí (1770-1792)
- Juan Antonio Viana, O.C.D (1792-1798)
- Francisco de Ibarra y Herrera (1798-1803)

## Archevêques de Caracas
- Francisco de Ibarra y Herrera (1803-1806)
- Narciso Coll y Prat (1808-1822) nommé évêque de Palencia
- Ramón Ignacio Méndez (1827-1839)
- Juan Antonio Ignacio Fernández Peña y Angulo (1840-1849)
- Silvestre Guevara y Lira (1852-1876)
- José Antonio Ponte (1876-1883)
- Críspulo Uzcátegui (1884-1904)
- Juan Bautista Castro (1904-1915)
- Felipe Rincón González (1916-1946)
- Lucas Guillermo Castillo Hernández (1946-1955)
- Rafael Ignacio Arias Blanco (1955-1959)
- José Humberto Quintero Parra (1960-1980)
- José Alí Lebrún Moratinos (1980-1995)
- Antonio Ignacio Velasco García (1995-2003)
- Jorge Liberato Urosa Savino (2005-2018)
  - Baltazar Enrique Porras Cardozo, archevêque de Mérida, administrateur apostolique (juillet 2018-janvier 2023)
- Baltazar Porras Cardozo (17 janvier 2023 - 28 juin 2024)
- Raúl Biord Castillo (depuis le 28 juin 2024)

## Sources
- www.catholic-hierarchy.org